# Totarakaitorea (rivière)
La rivière Totarakaitorea  (en anglais : Totarakaitorea River) est un petit cours d’eau  de la région de la West Coast de l’Île du Sud de la Nouvelle-Zélande.

## Géographie
Elle s’écoule vers l’ouest pour atteindre « Three Mile Lagoon » à trois kilomètres au sud d’ Okarito.